# Trichonotulus villiersi
Trichonotulus villiersi är en skalbaggsart som beskrevs av Rudolph Petrovitz 1968. Trichonotulus villiersi ingår i släktet Trichonotulus och familjen Aphodiidae. Inga underarter finns listade i Catalogue of Life.